# Пакистанцы на Украине
Пакистанцы на Украине (укр. Пакистанці в Україні) — родившиеся на Украине люди пакистанского происхождения или иммигрировавшие на Украину из Пакистана. Подавляющее большинство пакистанских украинцев исповедует ислам.

## История
В советские времена пакистанские студенты, в основном, приезжали учиться в Москву, а не на Украину. Тем не менее, в начале 1990-х после распада Советского Союза пакистанцы стали приезжать в Киев для получения образования. В 2007 году около 200 студентов обучались в университетах Луганска, Донецка и Харькова, преимущественно по следующим специализациям: медицина, техника и авиация. Чтобы получить такое образование в Пакистане, нужно пройти очень жёсткий конкурс. Те, кому не повезло поступить в университет в Пакистане, часто выбирают поехать учиться на Украину так как это разумное сочетание цены и качества, а также высокая репутация украинских университетов в Пакистане. Языковой барьер был одной из главных проблем для студентов. Тем не менее всё больше украинских вузов начали предлагать курсы обучения на английском языке, что привлекло ещё большее количество студентов. Существует обмен студентами между университетами Пакистана и Украины.

## Вопросы безопасности
У пакистанской диаспоры не было серьёзных проблем на Украине. Среди студентов случаются конфликты, но они носят исключительно бытовой характер.